# Kråkesølv
Kråkesølv – zespół założony w Bodø (Norwegia) w grudniu 2007 roku. Gra indie rock i indie pop.

## Dyskografia
- 2009: Trådnøsting (Kråkesølv/Diger)
- 2010: Bomtur Til Jorda (Kråkesølv/Grandsport)
- 2012: Alle Gode Ting (Kråkesølv)
- 2014: Kråkesølv (Jansen Plateproduksjon)

## Nagrody i wyróżnienia
| Rok  | Kategoria     | Tytułem          | Nagroda          | Nota      | Źródło |
| ---- | ------------- | ---------------- | ---------------- | --------- | ------ |
| 2009 | Årets nykomer | Kråkesølv        | Spellemannprisen | Nominacja | [ 1 ]  |
| 2010 | Popgruppe     | Bomtur Til Jorda | Spellemannprisen | Laur      | [ 1 ]  |